# Total harmonic distortion
Total harmonic distortion är ett mått på hur en signals vågfrom avviker från en ideal sinusvåg .
THD kan deifnieras på flera olika sätt, då det antigen definieras baserat på totalt effektivvärde (THDr),  eller definieras genom grundtonens effektivvärde (THDf).
Ett liknande begrepp är även klirrfaktorn, som kan användas i samma betydelse, ifall THD skrivs som THDr.

## Effektivvärde av periodisk signal
För en ideal sinusformad singal (u) ges effektivvärdet (RMS) genom signalens amplitud (û), så att
{\displaystyle {\text{rms}}(u)={\frac {\hat {u}}{\sqrt {2}}}}
Effektivvärdet blir dock annorlunda när singalen (u) är formulerat som en Fourierserie, då signalen även har ett övertonsinnehåll (utöver grundtonen). Effektivvärdet är då det aggregerade effektivvärdet av alla komponenternas effektivvärden, genom
{\displaystyle {\text{rms}}(u)={\sqrt {U_{1}^{2}+U_{2}^{2}+U_{3}^{2}+U_{4}^{2}+\dots }}}
där varje övertons effektivvärde är uttryckt genom samma samband som för grundtonen
{\displaystyle U_{n}={\text{rms}}(u_{n})={\frac {{\hat {u}}_{n}}{\sqrt {2}}}}

## THDf, skrivet av fundamentalen
THD definieras vanligen genom att övertonsinnehållet kan divideras med effektivvärdet av fundamentalen. Det är då skrivet på följande uttryck 
{\displaystyle {\text{THD}}_{f}={\sqrt {\frac {U_{2}^{2}+U_{3}^{2}+U_{4}^{2}+\dots }{U_{1}^{2}}}}}
vilket omskrivet är
{\displaystyle {\text{THD}}_{f}={\frac {\sqrt {U^{2}-U_{1}^{2}}}{U}}={\sqrt {{\frac {U^{2}}{U_{1}^{2}}}-1}}}
Så att vi kan hitta ett samband mellan totala effektivvärdet och effektivvärdet för grundtonen
{\displaystyle U=U_{1}\cdot {\sqrt {1+{\text{THD}}_{f}^{2}}}}

## THDr, skrivet av totalt effektivvärde
THD kan även definieras motsvarande klirrfaktorn (THDr). Det skrivs då
{\displaystyle {\text{THD}}_{r}={\sqrt {\frac {U_{2}^{2}+U_{3}^{2}+U_{4}^{2}+\dots }{U^{2}}}}}
Det kan relateras till THDf genom
{\displaystyle \mathrm {THD_{r}} ={\frac {\mathrm {THD_{f}} }{\sqrt {1+\mathrm {THD_{f}^{2}} }}}.}

## Tillämpning inom elektroteknik
THD är användbart för beräkningar av växelström om ström och spänning inte är idealt sinusformade.
I klassiska uttryck, utan övertonsinnehåll, så ges sambandet mellan skenbar effekt (S) och aktiv effekt (P) av fasvinkeln (cosφ) mellan spänning och ström
{\displaystyle {\text{PF}}_{\text{cosfi}}={\frac {P}{S}}={\frac {P}{U_{1}I_{1}}}=cos(\varphi )}
detta är därmed endast baserat på vinkeln φ mellan två grundtoner.
Detta kan generaliseras för ett fall med övertoner (i antigen strömmen eller spänningen) med hjälp av THDf
{\displaystyle {\text{PF}}_{\text{Tot}}={\frac {P}{S}}={\frac {P}{UI}}}
Då uttryckt .
{\displaystyle {\text{PF}}_{\text{Tot}}={\text{PF}}_{\text{cosfi}}\cdot {\text{PF}}_{\text{THD}}=cos(\varphi )\cdot {\frac {1}{\sqrt {1+{\text{THD}}_{f}^{2}}}}}
vilket kan ge ett förenklat samband för övertonsinnehållets påverkan på aktiva effektöverföringen i ett elkraftsystem.